# كلاوديو بافوندي
كلاوديو بافوندي (ولد في 31 يناير 1962) هو رام أرجنتيني. تنافس في منافسات الفردي للرجال في دورة الألعاب الأولمبية الصيفية عام 1988.